# Chapelle de Mont-Sainte-Marie (Mozet)
La chapelle de Mont-Sainte-Marie est un ancien édifice religieux catholique sis à Mozet, dans la province de Namur, en Belgique. Deux parties distinctes – des XIIe et XVIe siècle - autrefois jointes sont aujourd’hui séparées en deux bâtiments. Le culte y fut officiellement rétabli en 1939 mais très peu de cérémonies y sont célébrées.

## Histoire
Le hameau de Mont-Sainte-Marie existe depuis, au moins, le XIIe siècle (comté de Huy). Déjà paroisse, le hameau (se trouvant sur une hauteur) avait sa tour de guet datant sans doute du siècle précédent. Avec l’accolement sur sa partie orientale d’une nef et sanctuaire gothique (au XVIe siècle), la tour devient le clocher de la nouvelle église paroissiale du village.  La paroisse fut rattachée au diocèse de Namur lorsque celui-ci fut créé en 1559.
La nef fut détruite entre 1710 et 1740, sans doute lors d’un des fréquents pillages qui ravagèrent la région. Subsistent le clocher-tour et le sanctuaire, séparés l’un de l’autre. A la même époque la population du hameau est en nette diminution, à tel point que la paroisse est supprimée en 1808. Mont-Sainte-Marie est rattaché à Faulx-les-Tombes et sa chapelle est désaffectée.
En 1817 ce qui reste de la chapelle passe entre les mains de la famille de Haultepenne qui souhaite y installer un caveau familial. Le 26 février 1839, agréant à la requête des habitants du village Mgr Dehesselle, évêque de Namur, rattache le hameau à la paroisse de Mozet, qui est plus proche.
Un siècle plus tard, le 8 septembre 1939 la chapelle est rendue au culte par l’autorisation de Mgr Heylen, évêque de Namur. Cependant peu de services religieux y sont célébrés. L’édifice est classé au patrimoine immobilier de la Région wallonne depuis 1960.

## Description
Un chemin boisé venant de Mozet conduit au hameau de Mont-Sainte-Marie qui, à part les vestiges de la chapelle, ne compte plus que deux habitations, dont une date de 1692. L’ancienne tour de guet devenue clocher, rectangulaire au sol, compte quatre niveaux. Elle perdit sa flèche en 1876, lors d’un ouragan.  Des travaux furent entrepris en 1996-1997 pour la consolider.
L’autre bâtiment subsistant – l’ancien sanctuaire - est aujourd’hui nécropole de la famille de Liedekerke, propriétaire des lieux.